# 허만스 허밋

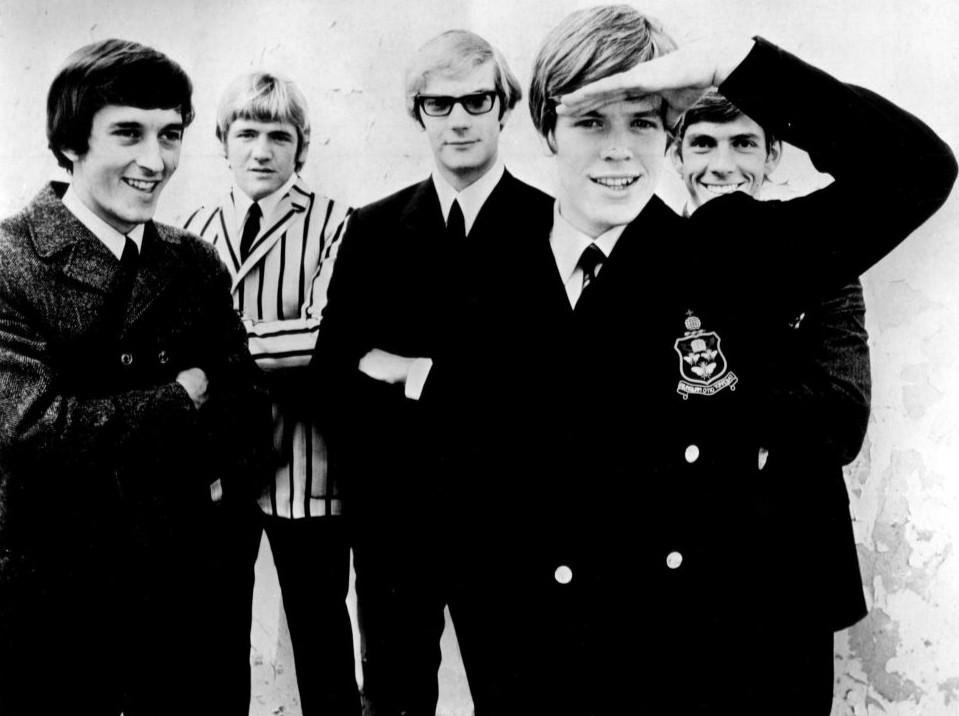

허만스 허밋(Herman's Hermits)은 애교있는 연기로 유명한 허먼을 중심으로 한 영국의 록 그룹이다. 처음은 허트빅의 이름으로 맨체스터에서 활약하였으나 그 곳 음악원에서 노래와 연기를 배우던 허먼(본명 피터 눈)이 참가하여 하먼스 허미츠로 개명하였다. <아침부터 기분 좋아>(1964)의 데뷔 히트 외에 밀리언 셀러도 내어 레코드와 영화에서 인기가 높았다. 멤버는 허먼, 칼 그린, 버리 화이텀, 키스 홉우드, 디렉 레켄비, 이렇게 5명이다.